# Horst Steiger
Horst Steiger (* 9. April 1970 in Oberpullendorf, Burgenland; † 1. Oktober 1995 in Stoob) war ein österreichischer Fußballspieler.

## Biographie
Horst Steiger begann seine Karriere beim SC Eisenstadt. Mit diesem nahm er 1989 an der Finalrunde des BFV Hallenmasters teil und wurde dabei zum besten Spieler des Turniers gewählt. Im Herbst 1989 wechselte Steiger zum SK Rapid Wien, wo der Mittelfeldspieler unter dem damaligen Trainer Hans Krankl bald zur Stammmannschaft zählte und in seiner ersten Bundesligasaison 26 von 36 Meisterschaftspartien für die Hütteldorfer absolvierte. Mit dem dritten Rang in der Bundesliga und dem Einzug in das Finale des ÖFB-Cups erreichte Steiger seine ersten größeren Erfolge, musste sich mit seiner Mannschaft aber im Pokalendspiel dem Erzrivalen FK Austria Wien in der Verlängerung mit 1:3 geschlagen geben. Im folgenden Spieljahr 1990/91 kam er mit Rapid erneut ins Pokalendspiel, das die Wiener jedoch ohne ihn überraschend gegen den Zweitdivisionär SV Stockerau mit 1:2 verloren.
Steiger erwarb sich auf Grund seiner Technik, seiner Dribblings und seiner Übersicht in der österreichischen Fußballszene schnell den Ruf eines „Riesentalents“ (Zitat: Andreas Herzog), galt zugleich aber auch als Lebemann, dessen Liebe zum Fußballsport nur zweitrangig war. Sein Markenzeichen waren seine längeren Haare und das heraushängende Trikot (Leibchen), das, wenn auch damals vom Schiedsrichter noch nicht geahndet, nur ungern gesehen wurde. Abgesehen von äußeren Merkmalen wurde ihm auch seine „Sturheit“, die ihn immer wieder in Konflikte mit Trainern brachte, zum Markenzeichen. Dass er mit dem SK Rapid keine großen Erfolge feiern durfte, lag weniger an ihm selbst, als an dem mit einer Krise beim Verein einhergehenden Umbau der Mannschaft, die erst wenige Jahre zuvor noch im Europacupfinale gespielt hatte und sich Anfang der 1990er Jahre, bedingt durch den Abgang vieler arrivierter Nationalteam- und Europacuphelden stark verjüngen musste. Unter Trainer Krankl zählte Steiger bald zu den sogenannten „jungen Wilden“, von denen sich später Kühbauer, Barisic, Marasek, Hatz, Jovanovic und andere einen Namen machten.
Nach einem vierten (1990/91) und einem fünften (1991/92) Endrang in der Meisterschaft wurde Krankl, der stets als Förderer Steigers galt, im Juni 1992 von August Starek als Trainer abgelöst. Trotz des Einzugs ins Pokalendspiel (1:3 gegen den FC Wacker Innsbruck) beerbte in der Folgesaison Hubert Baumgartner Starek als Trainer. Damit begannen auch für Steiger erstmals schwere Zeiten bei den Hütteldorfern. Während der Sommerpause (1993) erklärte sich der Verein nicht mehr bereit seinen ausgelaufenen Vertrag zu verlängern. Der Burgenländer hielt sich abseits der Mannschaft mit Waldläufen und Radfahren fit und erhielt nach der Hälfte der Herbstsaison von Baumgartner schließlich doch die Erlaubnis mit der Mannschaft mitzutrainieren. Kurz darauf erhielt er dann auch einen neuen Vertrag. Die Saison 1993/94 beendete er mit Rapid wiederum nur auf dem fünften Endrang, was zu einem erneuten Trainerwechsel führte. Baumgartners Nachfolger Ernst Dokupil setzte ihn bei seinem Amtsantritt 1993/94 jedoch überraschenderweise auf die Ersatzbank und schickte ihn während des Spiels zum Aufwärmen. Steiger, ob der Reservistenrolle sichtlich eingeschnappt, setzte sich aber demonstrativ hinter das Tor, womit seine Karriere beim SK Rapid Wien mit einem Schlag beendet war.
Noch im Herbst 1994 wechselte Horst Steiger zum ebenfalls in der Bundesliga spielenden VfB Mödling. Mit den Niederösterreichern kam er in der gesamten Saison nur zu vier Siegen und fand sich am Saisonende als Absteiger in die damalige 2. Division der Bundesliga wieder. Am 30. September 1995 gab Horst Steiger sein letztes Spiel für den Zweitdivisionär im Rahmen des ÖFB-Cups. In den Morgenstunden des 1. Oktobers 1995 kam er bei einem Verkehrsunfall auf der ehemaligen Bundesstraße 50 im Gemeindegebiet von Stoob ums Leben.

## Stationen
- SC Eisenstadt (bis 1989)
- SK Rapid Wien (1989–1994)
- VfB Mödling (1994–1995)

## Erfolge
- 3× Finalist im ÖFB-Cup:  1990, 1991, 1993

## Statistik
- 87 Bundesligaspiele und 7 Tore für Rapid Wien
- 17 ÖFB-Cupspiele und 2 Tore für Rapid Wien
- 1 Europacupspiel für Rapid Wien
- weitere Bundesligaspiele und ÖFB-Cupspiele für VfB Mödling